# فعالية المعالجة المثلية
كان التركيز متناهي الصغر لمستحضرات المعالجة المثلية، والتي غالبًا ما تفتقر حتى إلى جزيء واحد من المادة المخففة، أساس التساؤلات حول تأثيرات هذه المستحضرات منذ القرن التاسع عشر. اقترح دعاة المعالجة المثلية المعاصرون مفهوم «ذاكرة الماء»، والذي بموجبه «يتذكر» الماء المواد الممزوجة معه، وينقل تأثير تلك المواد عند استهلاكه. هذا المفهوم غير متوافق مع الفهم الحالي لطبيعة المادة، ولم يُثبت مفهوم ذاكرة الماء مطلقًا من حيث أي تأثير ملحوظ، بيولوجيًا كان أم غير ذلك.
عمل جيمس راندي ومجموعات الحملة 10:23 على تسليط الضوء على نقص المكونات الفعالة في معظم مستحضرات المعالجة المثلية من خلال تناول «جرعات زائدة». لم يصب أي من مئات المتظاهرين في المملكة المتحدة وأستراليا ونيوزيلندا وكندا والولايات المتحدة بأي مرض «ولم يشف أحد من أي شيء أيضًا».
خارج مجتمع الطب البديل، لطالما اعتبر العلماء المعالجة المثلية خدعة أو علمًا زائفًا، واعتبرها المجتمع الطبي السائد دجلًا. هناك غياب شامل للأدلة الإحصائية السليمة حول الفعالية العلاجية، والتي تتوافق مع عدم وجود أي عامل أو آلية دوائية معقولة بيولوجيًا.

## المعقولية
تعيق قوانين الفيزياء والكيمياء الفيزيائية الآليات المقترحة للمعالجة المثلية من أن يكون لها أي تأثير. عادةً، لا تترك التمديدات الشديدة المستخدمة في مستحضرات المعالجة المثلية جزيئًا واحدًا من المادة الأصلية في المنتج النهائي.
تم تطوير عدد من الآليات النظرية لمواجهة هذه الفكرة، وأكثرها مناقشة على نطاق واسع هي ذاكرة الماء، رغم أنها تُعتبر حاليًا خاطئة لأن الترتيب قصير المدى في الماء لا يستمر أكثر من 1 بيكو ثانية. لم يُعثر على دليل لوجود مجموعات مستقرة من جزيئات الماء عند دراسة المستحضرات المثلية باستخدام الرنين المغناطيسي النووي، ووُجد أن العديد من التجارب الفيزيائية الأخرى على المعالجة المثلية ذات جودة منهجية منخفضة، ما يستبعد وجود أي استنتاج ذي معنى. إن وجود تأثير دوائي في غياب مكون فعال حقيقي لا يتوافق مع قانون فاعلية الكتلة وعلاقات الجرعة بالاستجابة المميزة للأدوية العلاجية (بينما تُعتبر تأثيرات الدواء الوهمي غير محددة ولا علاقة لها بالفعالية الدوائية).

## الفعالية
لا يوجد مستحضر فردي للمعالجة المثلية أظهر بشكل واضح من خلال البحث أنه مختلف عن الدواء الوهمي. كانت الجودة المنهجية للبحث الأولي منخفضة بشكل عام، مع وجود مشاكل مثل نقاط الضعف في تصميم الدراسة وإعداد التقارير وصغر حجم العينة وتحيز الاختيار. منذ أن أُتيحت التجارب ذات الجودة الأفضل، تضاءلت الأدلة على فعالية مستحضرات المعالجة المثلية؛ تشير التجارب عالية الجودة إلى أن المستحضرات نفسها ليس لها أي أثر يُذكر. خلصت مراجعة أجريت في عام 2010 لجميع الدراسات التي قدمت «أفضل دليل»، والتي أنتجتها مؤسسة كوكرين، إلى أن «الدليل الأكثر موثوقية -الذي أنتجته مراجعات كوكرين- فشل في إثبات أن الأدوية المثلية لها تأثيرات تتجاوز العلاج الوهمي».

## تفسير التأثيرات المتصورة
يقدم العلم مجموعة متنوعة من التفسيرات لكيفية ظهور المعالجة المثلية في علاج الأمراض أو تخفيف الأعراض رغم أن المستحضرات نفسها خاملة:
- تأثير الدواء الوهمي -قد تسبب الاستشارة المكثفة بالإضافة إلى التوقعات بشأن المستحضرات المثلية ظهور التأثير.
- التأثير العلاجي للاستشارة -قد يكون للرعاية والاهتمام والطمأنينة التي يشعر بها المريض عندما يتحدث مع مقدم رعاية عطوف تأثير إيجابي على صحة المريض.
- الشفاء الطبيعي بدون مساعدة -يمكن لمرور الوقت وقدرة الجسم على الشفاء دون مساعدة أن يقضيان على العديد من الأمراض دون تدخل خارجي.
- علاجات غير معترف بها -قد يكون هناك أثر إيجابي لغذاء ما أو تمرين أو عامل بيئي أو علاج لمرض مختلف.
- الانحدار نحو المتوسط -نظرًا لأن العديد من الأمراض أو الحالات دورية، تختلف الأعراض بمرور الوقت ويميل المرضى إلى طلب الرعاية عندما يكون الانزعاج في درجاته القصوى؛ قد يشعرون بتحسن تلقائي، لكنهم قد ينسبون التحسن إلى الإجراء المُتخذ من قبل مقدم المعالجة المثلية بسبب توقيت الزيارة.
- العلاج غير المثلي -قد يتلقى المرضى رعاية طبية قياسية في نفس وقت المعالجة المثلية، وتكون الأولى هي المسؤولة عن التحسن.
- إيقاف العلاج ذي التأثيرات الجانبية غير المرغوبة -غالبًا ما يوصي المعالجون المثليون المرضى بالتوقف عن تلقي العلاج الطبي مثل الجراحة أو الأدوية، والتي قد تسبب آثارًا جانبية غير مرغوبة؛ يُعزى التحسن إلى المعالجة المثلية بينما يكون السبب الحقيقي هو إيقاف العلاج الذي سبب هذه الآثار الجانبية في المقام الأول، لكن المرض الكامن يبقى دون علاج ويشكل خطورة على المريض.

## التأثيرات المزعومة في النظم البيولوجية الأخرى
اقترحت بعض المقالات أن محاليل المعالجة المثلية المخففة بشدة قد تملك تأثيرات ذات دلالة إحصائية على العمليات العضوية بما في ذلك نمو الحبوب وتحرر الهيستامين من قبل خلايا الدم البيضاء والتفاعلات الإنزيمية، لكن هذه الأدلة موضع خلاف بسبب فشل محاولات تكرارها. وجدت مراجعة منهجية عام 2007 لتجارب المحاليل ذات التراكيز الضئيلة أنه لا يمكن إعادة إنتاج أي من التجارب ذات النتائج الإيجابية من قبل جميع الباحثين.